# Жарлису
Жарлису́ (каз. Жарлысу) — село у складі району Турара Рискулова Жамбильської області Казахстану. Входить до складу Орнецького сільського округу.
У радянські часи село називалось Жарли-Су.
Населення — 932 особи (2021; 1260 у 2009, 944 у 1999, 994 у 1989).